# Élie de Bourbon-Parme
Pour les autres membres de la famille, voir Maison de Bourbon-Parme.
Succession
Prétendant aux trônes de Parme et Plaisance
7 janvier 1950 – 27 juin 1959
(9 ans, 5 mois et 20 jours)
Élie de Bourbon, « duc de Parme, de Plaisance et de Guastalla », est né à Biarritz, en France, le 23 juillet 1880 et est décédé à Friedberg, en Autriche, le 27 juin 1959. Il est chef de la maison de Parme de 1950 à 1959 après en avoir été le représentant pour ses deux frères aînés  handicapés de 1907 à 1950.

## Famille

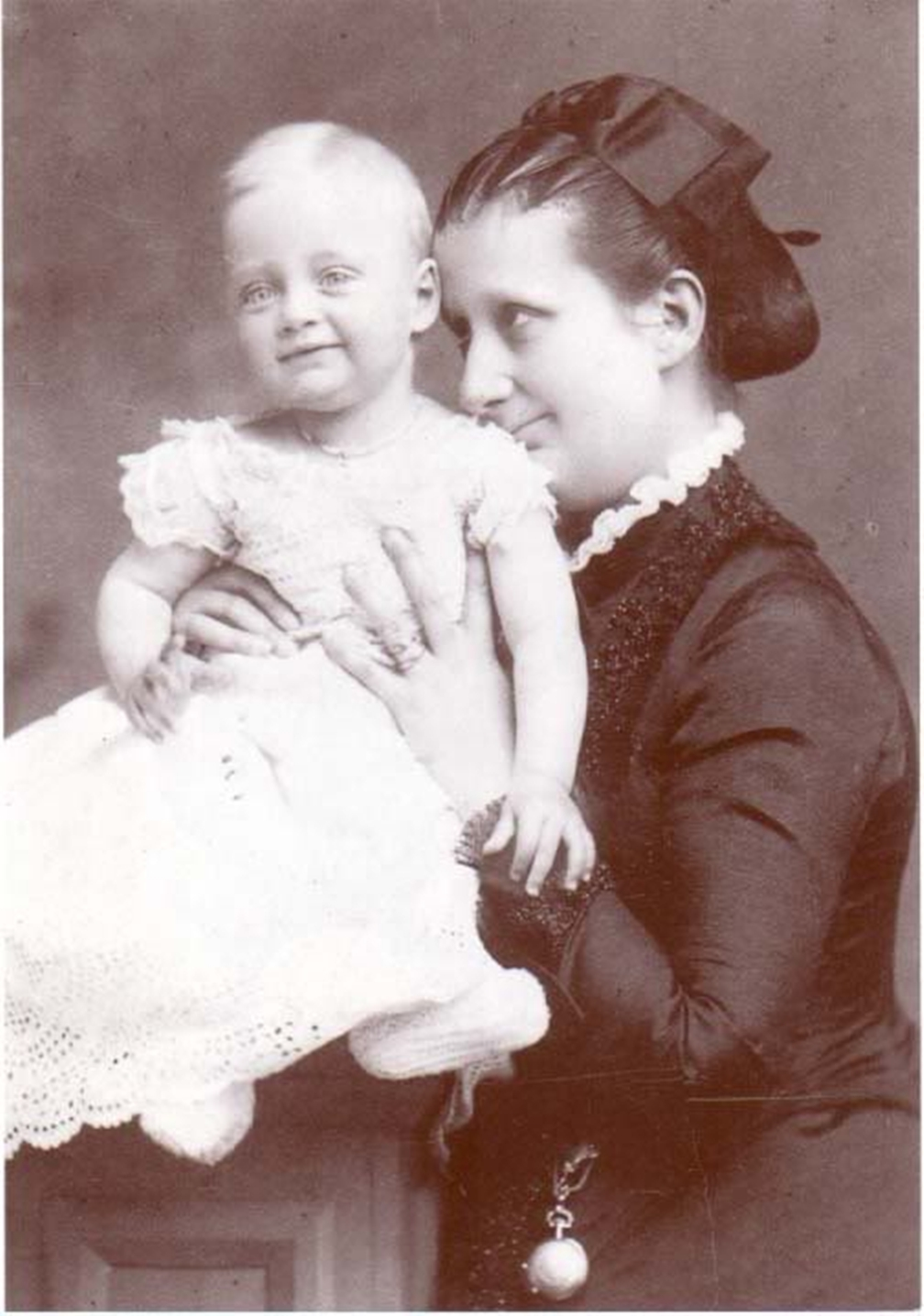
Le prince et sa mère la duchesse Maria Pia.

Élie est le quatrième fils du duc détrôné Robert Ier de Parme (1848-1907) et de sa première épouse la princesse Pia des Deux-Siciles (1849-1882). Il est l'un des rares enfants du couple à n'être atteint d'aucun handicap mental.
En dépit de la déposition de Robert Ier en 1860, les Bourbon-Parme jouissent d'une fortune considérable et Élie passe une jeunesse heureuse, entre les châteaux de Schwarzau am Steinfeld, en Autriche et de Chambord, en France, et la Villa Pianore, en Italie.

## Biographie

### Chef de famille
En 1907, le duc Robert Ier de Parme s'éteint et son fils aîné Henri lui succède à la tête de la Maison de Parme. Cependant, Henri et cinq de ses frères et sœurs sont mentalement handicapés et la justice autrichienne déclare Élie tuteur de sa famille.
Quelques mois plus tard, le prince est fait chevalier de la Toison d'or par l'empereur François-Joseph Ier d'Autriche, ce qui équivaut à une reconnaissance de son statut de chef des Bourbon-Parme.
En 1910, Élie parvient à un accord avec ses demi-frères et sœurs, nés du mariage de Robert Ier avec l'infante Antonia de Portugal, à propos de la répartition de l'héritage familial. Il reçoit ainsi la moitié des possessions de son père, afin de pouvoir assurer son rang de chef de famille. Il cède une partie des collections familiales, dont le portrait de Philippe IV par Velazquez, vendu à Agnew & Co. puis revendu à Henry Clay Frick. 

### La Première Guerre mondiale et ses conséquences

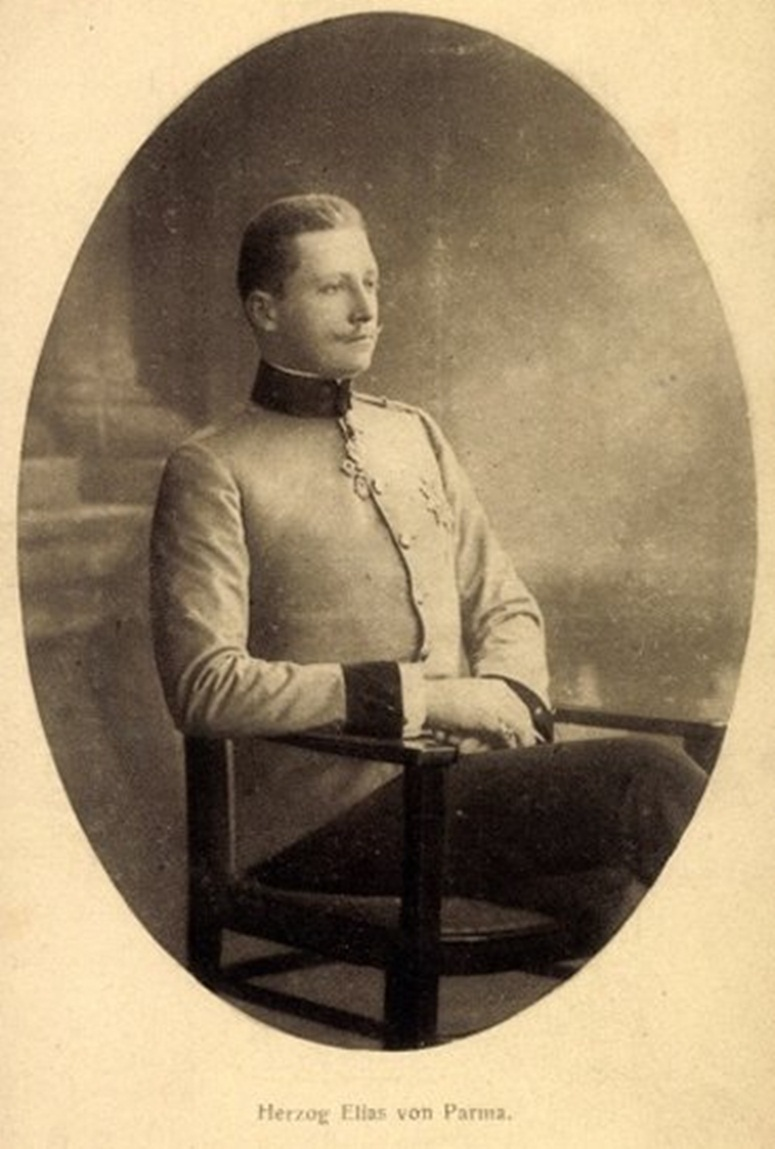
Le prince de Parme vers 1910.

Frère de l'impératrice Zita d'Autriche, Élie choisit le camp des puissances centrales et sert dans l'armée austro-hongroise pendant la Première Guerre mondiale.
En représailles, la France lui confisque ses propriétés en 1915 et le château de Chambord est placé sous séquestre. La liquidation des biens du prince commence en 1919 en application des traités de Saint-Germain-en-Laye.

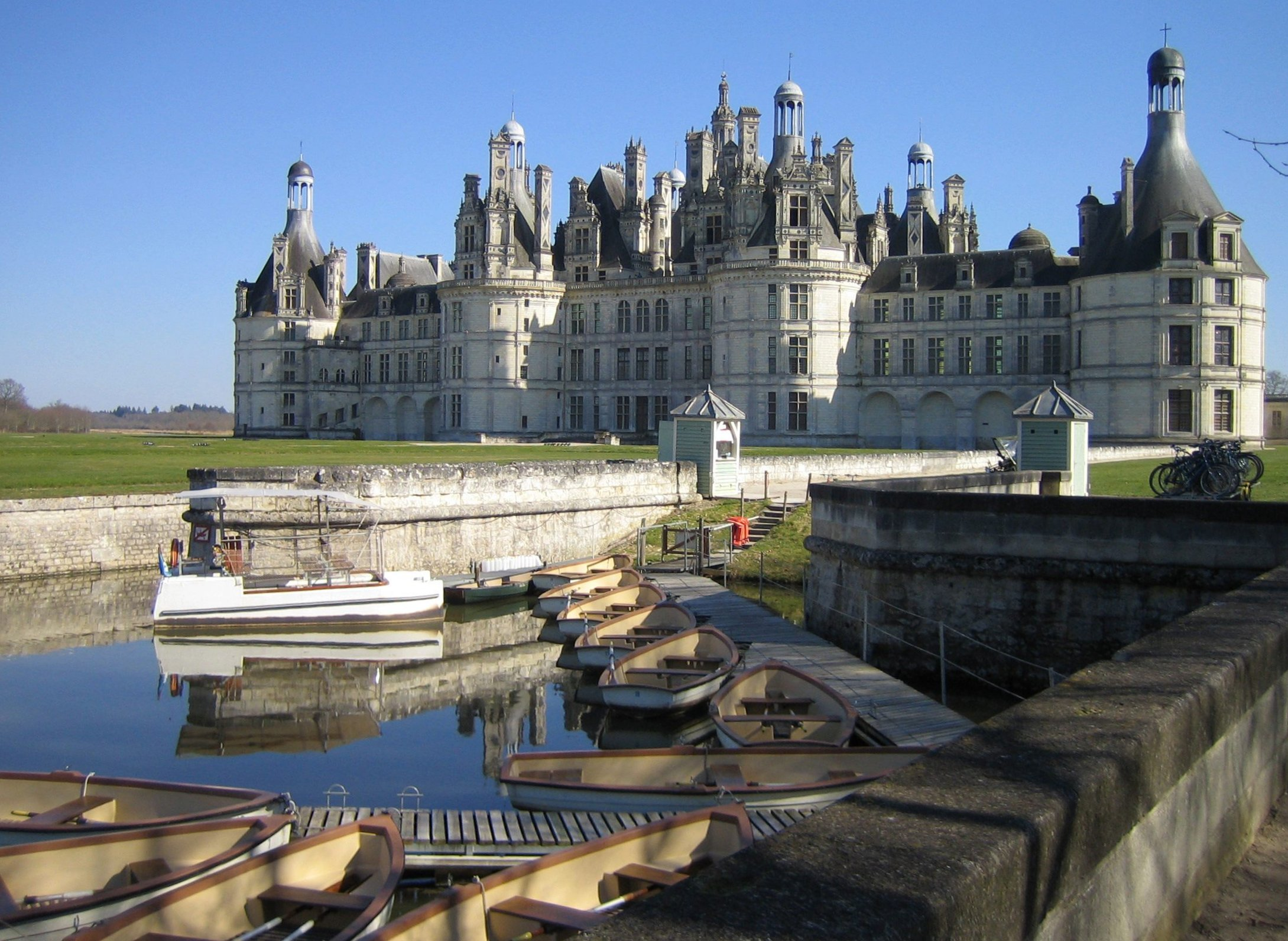
Le château de Chambord.

C'est alors que deux des demi-frères d'Élie, les princes Sixte et François-Xavier de Parme, décident de le poursuivre afin de réclamer une plus grande part de leur héritage devant la justice française. Ayant combattu dans l'armée belge pendant la Guerre, ils espèrent pouvoir aller outre les décrets de confiscation touchant les citoyens des pays de la Triple-Alliance. Ils déclarent par ailleurs que l'accord qu'ils ont signé en 1910 avec leur aîné va à l'encontre du droit français qui établit l'égalité entre tous les enfants d'une même fratrie.
Face à cette situation, Élie obtient du roi Alphonse XIII la reconnaissance de sa nationalité espagnole avec la faculté d'utiliser le titre de « prince de Bourbon » avec considération d'Altesse Royale (real decreto du 18 août 1920). 
En 1925, la justice française reconnaît aux princes Sixte et François-Xavier une plus grande part de leur héritage. Cependant, un jugement en appel casse cette décision en 1928. En 1932, la Cour de cassation valide cette dernière décision en établissant la légalité de l'accord de 1910. Mais la confiscation de Chambord est également reconnue et le prince Élie se voit obligé de vendre à la France le château pour la somme de onze millions de francs or.

### Dernières années
En 1939, le duc Henri de Parme meurt et son frère cadet Joseph lui succède comme aîné des Bourbon-Parme. Mais, le prince est lui aussi mentalement handicapé et Élie continue à représenter sa Maison.
En 1950, c'est au tour de Joseph de trouver la mort. Le prince Élie est désormais nominalement « duc de Parme, de Plaisance et de Guastalla ».
En 1959, Élie s'éteint dans la ville de Friedberg, en Styrie. Il est alors enterré aux côtés de son épouse, Marie-Anne de Teschen, dans le village de Mönichkirchen.

## Mariage et descendance

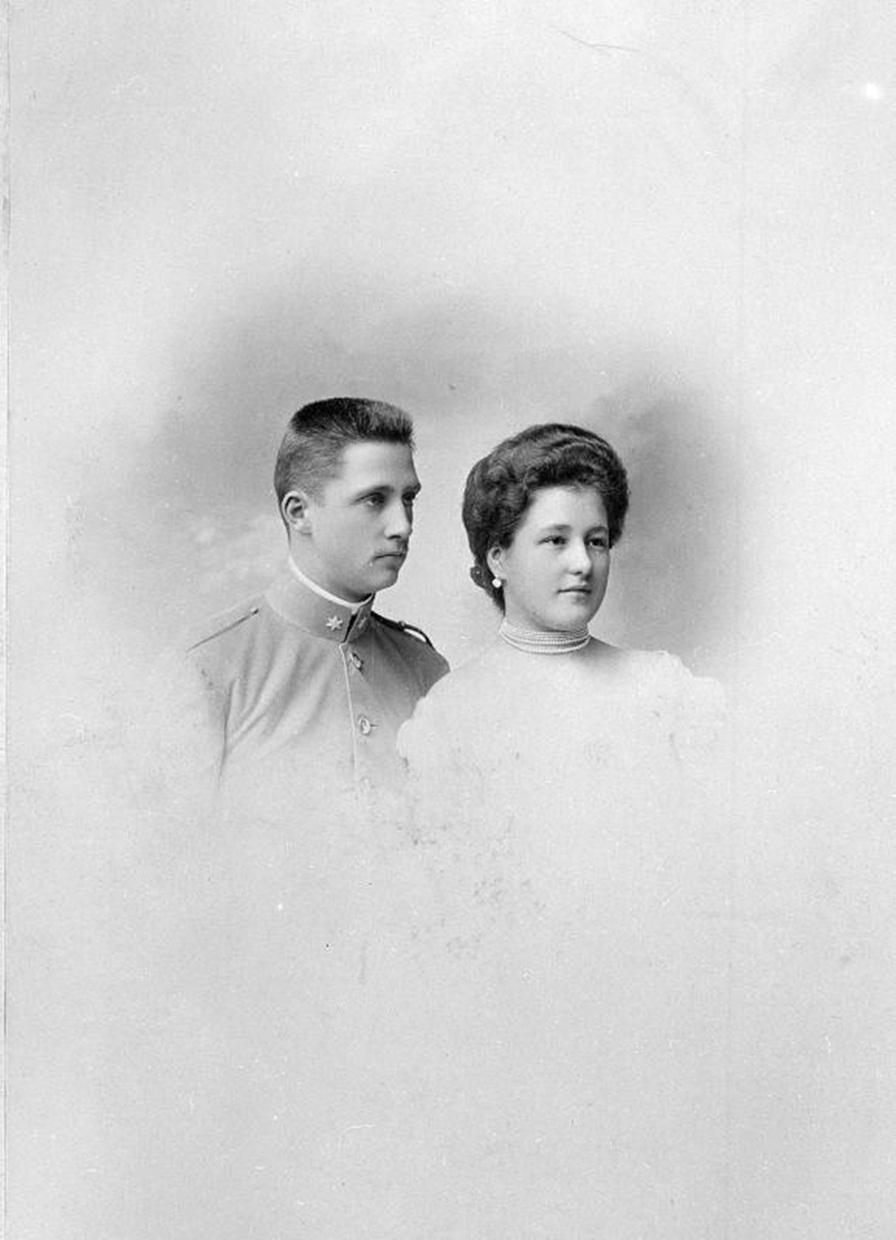
Le prince et son épouse l'archiduchesse Marie-Anne.

Le 25 mai 1903, Élie de Bourbon épouse à Vienne, en Autriche, l'archiduchesse Marie-Anne d'Autriche (1882-1940), elle-même fille de l'archiduc Frédéric, duc de Teschen (1856-1936) et de son épouse la princesse Isabelle de Croÿ (1856-1931).
De l'union d'Élie et de Marie-Anne, naissent huit enfants, qui portent le titre de courtoisie de « prince » ou « princesse de Parme » :
- Élisabeth de Bourbon (1904-1983), qui meurt célibataire ;
- Charles Louis de Bourbon (1905-1912), qui meurt de poliomyélite ;
- Marie-Françoise de Bourbon (1906-1994), qui meurt célibataire ;
- Robert de Bourbon (1909-1974), « duc de Parme et Plaisance » (« Robert II »), qui meurt célibataire ;
- François Alphonse de Bourbon (1913-1939), qui meurt célibataire ;
- Jeanne Isabelle de Bourbon (1916-1949), qui meurt célibataire après avoir été tuée d'un coup de feu tiré accidentellement ;
- Alice Marie de Bourbon (1917-2017), qui épouse en 1936 le « prince » Alphonse de Bourbon-Siciles (1901-1964), « duc de Calabre » ;
- Marie-Christine de Bourbon (1925-2009), qui meurt célibataire.